# Tidinit
Tidinit, auch tidnit (hassania), DMG tidīnīt, Pl.: tidānāten; ist eine gezupfte Binnenspießlaute, die in der westafrikanischen Sahara in Mauretanien und im Gebiet Westsahara traditionell von nomadisierenden Berbervolksgruppen gespielt wird. Sie zählt zu den Binnenspießlauten mit Schalenresonator.

## Herkunft
Die beiden Grundformen westafrikanischer Lauteninstrumente, langoval und kreisrund, tauchen beide zugleich erstmals auf dem afrikanischen Kontinent zu Beginn der altägyptischen 18. Dynastie auf Wandgemälden in Grabkammern auf. Die ägyptischen Lauten besaßen einen langen stockartigen Hals mit oder ohne Bünde aus Lederstreifen. Von Ägypten dürften sich die Binnenspießlauten den Nil aufwärts bis in das Königreich von Kusch (7. Jahrhundert v. Chr. bis 4. Jahrhundert n. Chr.) verbreitet haben.
Ab dem 3. oder 4. Jahrhundert n. Chr. kamen die ersten Stammesgruppen der Sanhadscha aus dem Osten oder Nordosten in das Gebiet der westlichen Sahara. Sie führten vermutlich nicht nur Kamele, sondern auch Vorformen der heutigen Musikinstrumente in den Maghreb ein. Bis zur arabischen Eroberung und Islamisierung Nordafrikas ab dem 8. Jahrhundert hatte sich die Kultur verschiedener Berberstämme südlich bis zum schwarzen Königreich von Gana ausgebreitet. Die Binnenspießlauten der Berber (wie die gimbri) im Norden der westlichen Sahara und ähnliche Musikinstrumente in der südlich angrenzenden Sahelzone (wie die ngoni) sind bis heute miteinander, aber nicht mit den Schalenspießlauten der später eingeführten arabischen Musik verwandt. Letztere kommen in den Gebieten Westafrikas vor, die ab dem 11. Jahrhundert von Arabern islamisiert wurden.
Der tidinit nahestehende Binnenspießlauten sind in der Region die kastenförmige dreisaitige gimbri (sintir), die von den Gnawa-Musikern in Marokko gespielt wird, die loutar der Imazighen (Berber in Marokko), die dreisaitige tahardent (teharden) der Tuareg, die zwei- oder dreisaitige keleli der Tubu im Norden des Tschad und als weiteres Beispiel aus dem schwarzafrikanischen Süden die drei- bis viersaitige ngoni aus Mali, die im Senegal den Wolof-Namen xalam trägt. Binnenspießlauten werden stets gezupft, während Spießlauten auch gestrichen werden, etwa die einsaitige Fiedel ribab der marokkanischen Schlöh-Berber und die goge der Hausa. Die tidinit wird in Mauretanien nur von Männern gespielt. Möglicherweise ebenfalls aus Ägypten stammt das Melodieinstrument der Frauen, die Bogenharfe ardin. Sie wurde erstmals im 17. Jahrhundert von einem französischen Reisenden erwähnt.

## Bauform
1950 wurden für Mauretanien zehn Arten von Musikinstrumenten gelistet, von denen die meisten einen schalenförmigen Resonanzkörper besitzen, der oben mit einer Haut überspannt ist. Die tidinit hat einen schlanken ovalen und häufig in der Mitte leicht taillierten Korpus (tāzuwwa) aus einer Kalebasse oder meist aus dem Holz von Balsamodendron africanum, anderer Name Commiphora africana, auf Hassaniya heißt der drei bis vier Meter hohe Baum adreṣ (Pl.). Der Korpus wird aus einem Stück Holz gefertigt, das mit einem Dexel, neǧǧar (m.), nǧāǧīr (Pl.), dünnwandig ausgehöhlt wird. Die Feinarbeit erfolgt mit Messern und Raspeln. Die Resonanzdecke besteht aus einer entfetteten, aber ungegerbten Tierhaut. Im Unterschied zu gegerbtem Leder wird diese Rohhaut sehr hart und bleibt fest. Die in Wasser gequollene Haut ist in nassem Zustand weich und kann über den Korpus gezogen und seitlich angedrückt werden. Beim Trocknen schrumpft die Haut und bildet eine stark gespannte Membran. Unter Ausnutzung dieser Zugkräfte werden mit Hautstreifen anderweitig Holzteile miteinander fixiert.
Die tidinit wird zu den Binnenspießlauten gerechnet, weil der lange runde Saitenträger aus einer Holzstange längs in der Mitte bis kurz vor das untere Ende im Korpus geführt wird und dort nicht aus dem Korpus hinausragt. Hier enden die vier Saiten aus Pferdehaar, neuerdings aus Darm oder Nylon, die am Saitenträger nicht mit Wirbeln, sondern einfacher mit Lederstreifen befestigt werden. Ähnlich aufgebaut ist auch die einsaitige Tuareg-Streichlaute imzad. Unter dem Steg ist meist ein kreisrundes Schallloch in die Membran geschnitten, das als „Auge“ bezeichnet wird. Es sollte etwa den Durchmesser eines Teeglases haben. Die Saiten werden direkt hinter dem maximal zwei Zentimeter hohen Steg zusammengefasst und in das Loch geführt, wo sie innen an der Holzstange befestigt werden. Die Schalldecke ist meist mit geometrischen Mustern schwarz bemalt. Der Hals ist bundlos, die Saiten werden mit einem Plättchen (ḍfer iggīw) gezupft, das mit einem Ring aus Leder am Daumen befestigt wird.

## Spielweise
In Mauretanien musizieren berufsmäßige Sänger und Lieddichter, die Iggāwen (Sing. iggīw) genannt werden, in einer stark hierarchischen, in Klassen eingeteilten Gesellschaft. Der allgemeine Begriff für diese Musikerkaste in Westafrika ist Griot. Die Iggāwen leben traditionell in Großfamilien innerhalb der in Südmauretanien großen Zeltlager und wandern zwischen den Lagern. Sie sind sozial niedrigstehend, aber dennoch kommt keine Festveranstaltung ohne ihre Musikdarbietungen aus. Die Männer singen und spielen Tidinit in kleinen Musikgruppen, die Frauen singen zur Ardin und tanzen. Die Musiktheorie kennt etwa 30 verschiedene tonale melodische Grundbestandteile, die in verschiedene modale Klassen zugeordnet werden. Das musikalische Wissen wird  mündlich überliefert. Die Tidinit ist das einzige Instrument, mit dem die komplexen Grundlagen der Musik praktisch weitergegeben werden. Die verschiedenen modalen Charaktere der Musik werden auch durch definierte Spieltechniken (ubit) geprägt: Ẓemd bezeichnet einen gedämpften Ton, areddas (auch aseyyar) ist ein Ton, der durch stärkeres Zupfen entsteht, azgarit bezeichnet eine stakkatoartige Tonwiederholung, engayʿ nennt sich das Vibrato mit einem niedergedrückten Finger der linken Hand. Wird das Vibrato mit einem gedrückten unbeweglichen und einem zweiten schnell bewegten Finger davor erzeugt, heißt es edgemgim. Glissando wird nejra (oder znīt) genannt.
Eine städtische Musikkultur mit größeren Orchestern hat sich in einem Land, in dem erst ab den 1940er Jahren ein gesellschaftlicher Wandel zu einer sesshaften Lebensweise begonnen hat und dessen Hauptstadt erst 1960 gegründet wurde, noch kaum entwickelt. Dennoch lebt ein Großteil der Griot-Familien heute in Nouakchott, einer Stadt, in der fast ein Drittel der Gesamtbevölkerung des Landes untergekommen ist. Dort ist die tidinit – bei den üblichen Musikaufführungen zu Hochzeiten – großteils durch die E-Gitarre ersetzt.
Die erste internationale Studioaufnahme mit mauretanischer Musik wurde von den Iggāwen-Musikern Khalifa Ould Eide und Dimi Mint Abba 1990 aufgenommen. Nach der Hälfte der Stücke auf der CD übernimmt die E-Gitarre von der tidinit die Gesangsbegleitung. Beide Instrumente werden von Khalifa Ould Eide gespielt, der großen Einfluss bei der Einführung des neuen Instruments hatte.
Bei den Sahrauis existieren keine sozialen Klassen, die tidinit kann von jedem Musiker gespielt werden. In der sahrauischen Haul-Musik gibt es zwei Hauptinstrumente: Das Melodieinstrument tidinit mit seinem leisen und weichen Klang wird von der von Frauen gespielten Fasstrommel T'bal begleitet. Der Bürgerkrieg um das Territorium der Westsahara führte Ende der 1970er Jahre zu sozialen Veränderungen, die eine Egalisierung der Gesellschaft mit sich brachten, die auch die Iggāwen verschwinden ließ. Gleichzeitig wurde die tidinit in weiten Bereichen der Musik von der E-Gitarre abgelöst, die nun mit der von der tidinit übernommenen Spielweise für eine weithin hörbare Musik sorgt. Sie eignet sich auch besser für die neue Musikgattung der Polisario-Revolutionslieder.